# Вербоватая
Вербо́ватая (укр. Вербувата) — село в Уманском районе Черкасской области Украины.
Население по переписи 2001 года составляло 431 человек. Почтовый индекс — 20020. Телефонный код — 4745.

## Местный совет
20020, Черкасская обл., Христиновский р-н, с. Вербоватая

## История
В XIX веке село Вербоватая было в составе Орадовской волости Уманского уезда Киевской губернии. В селе была Михайловская церковь.

## Галерея

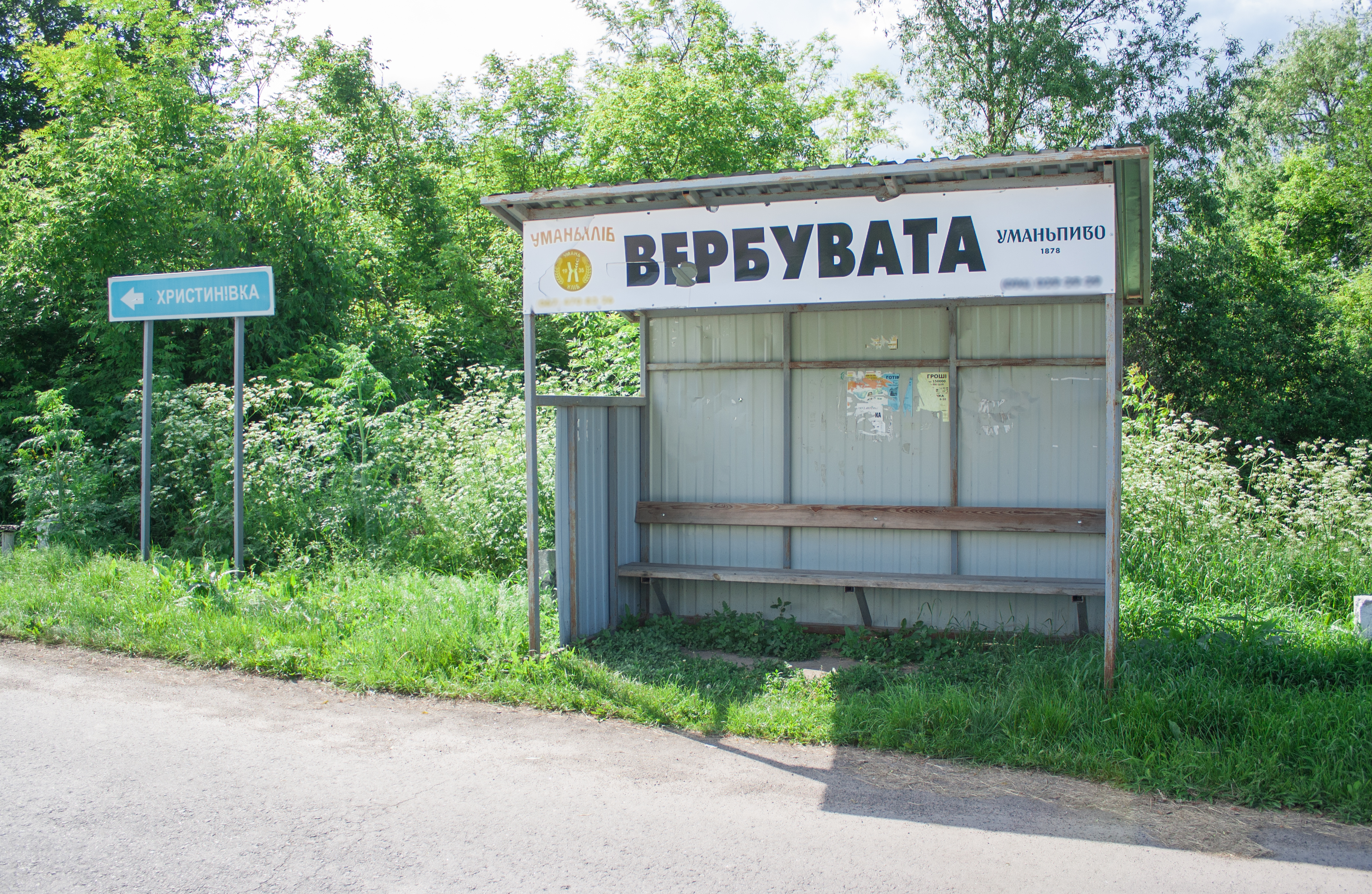
Автобусная остановка
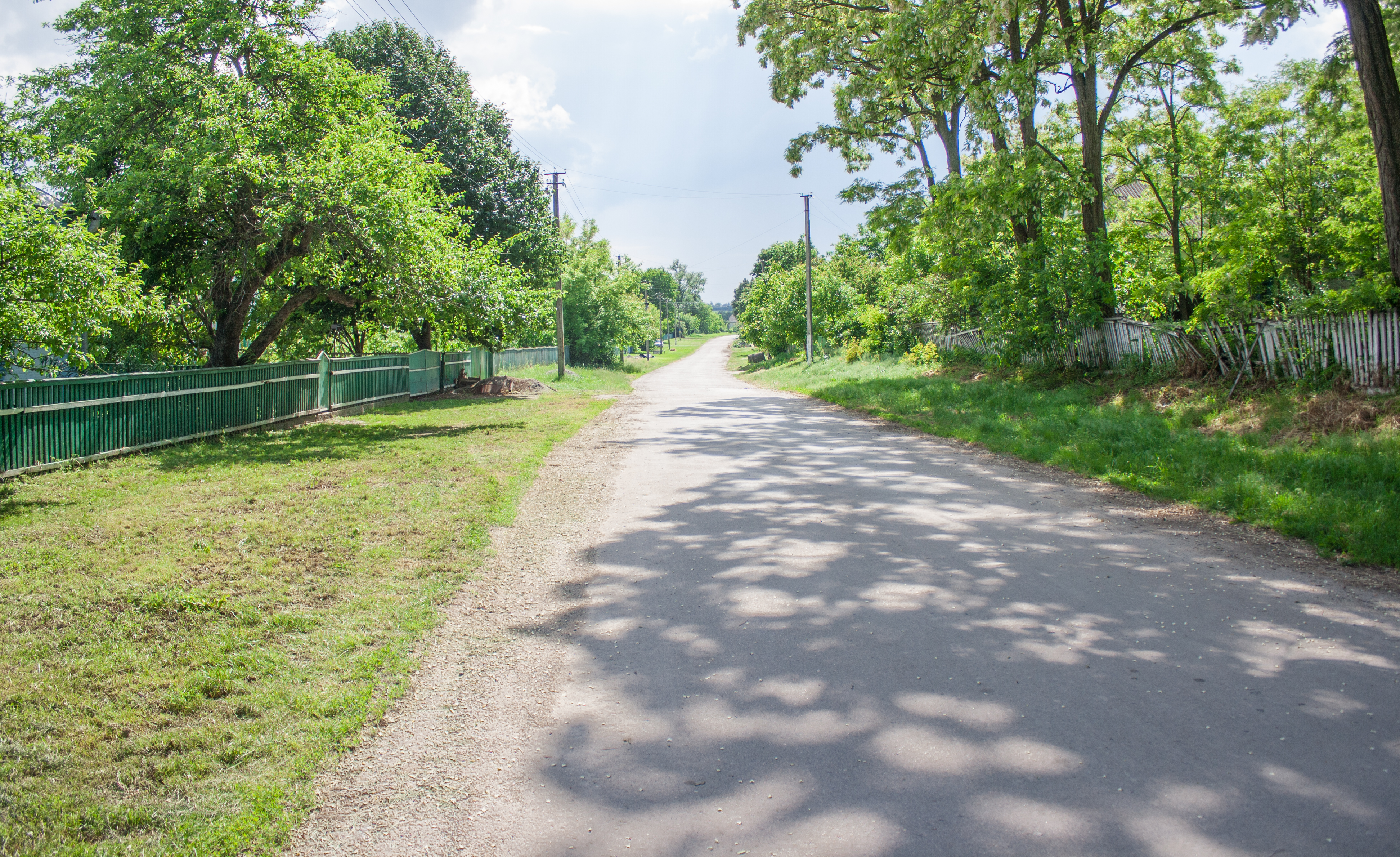
Улица Святковая
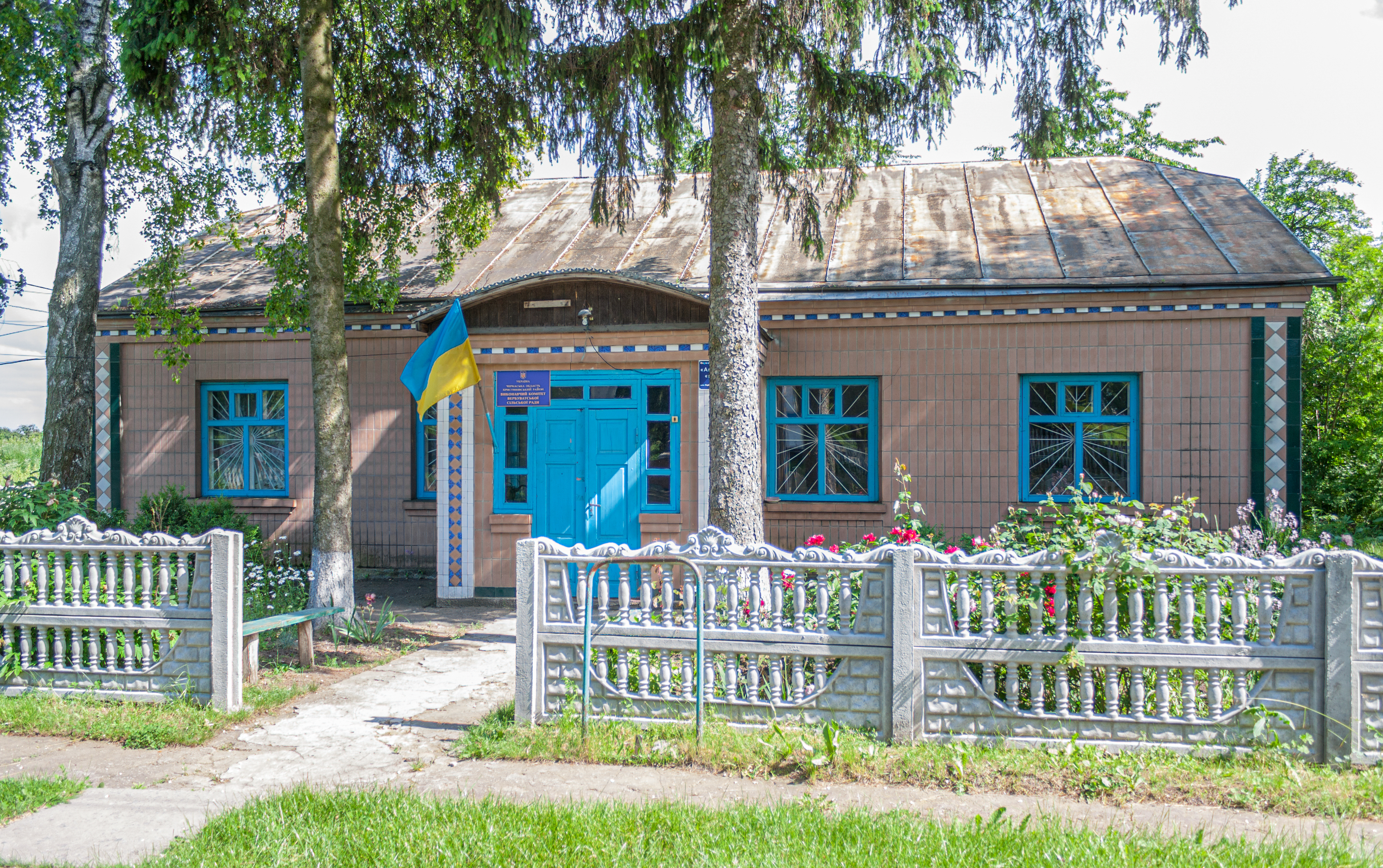
Бывший сельський совет
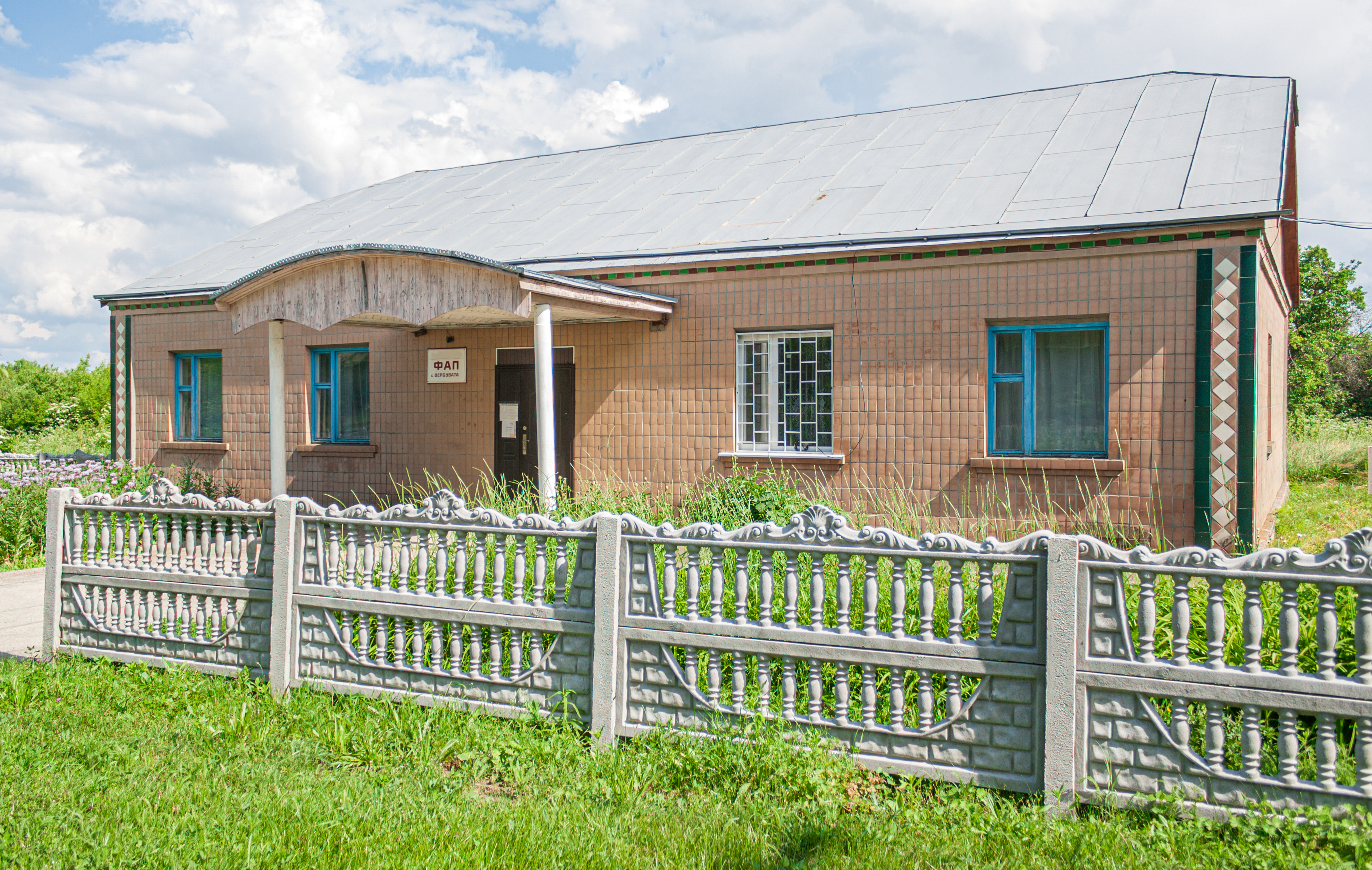
ФАП
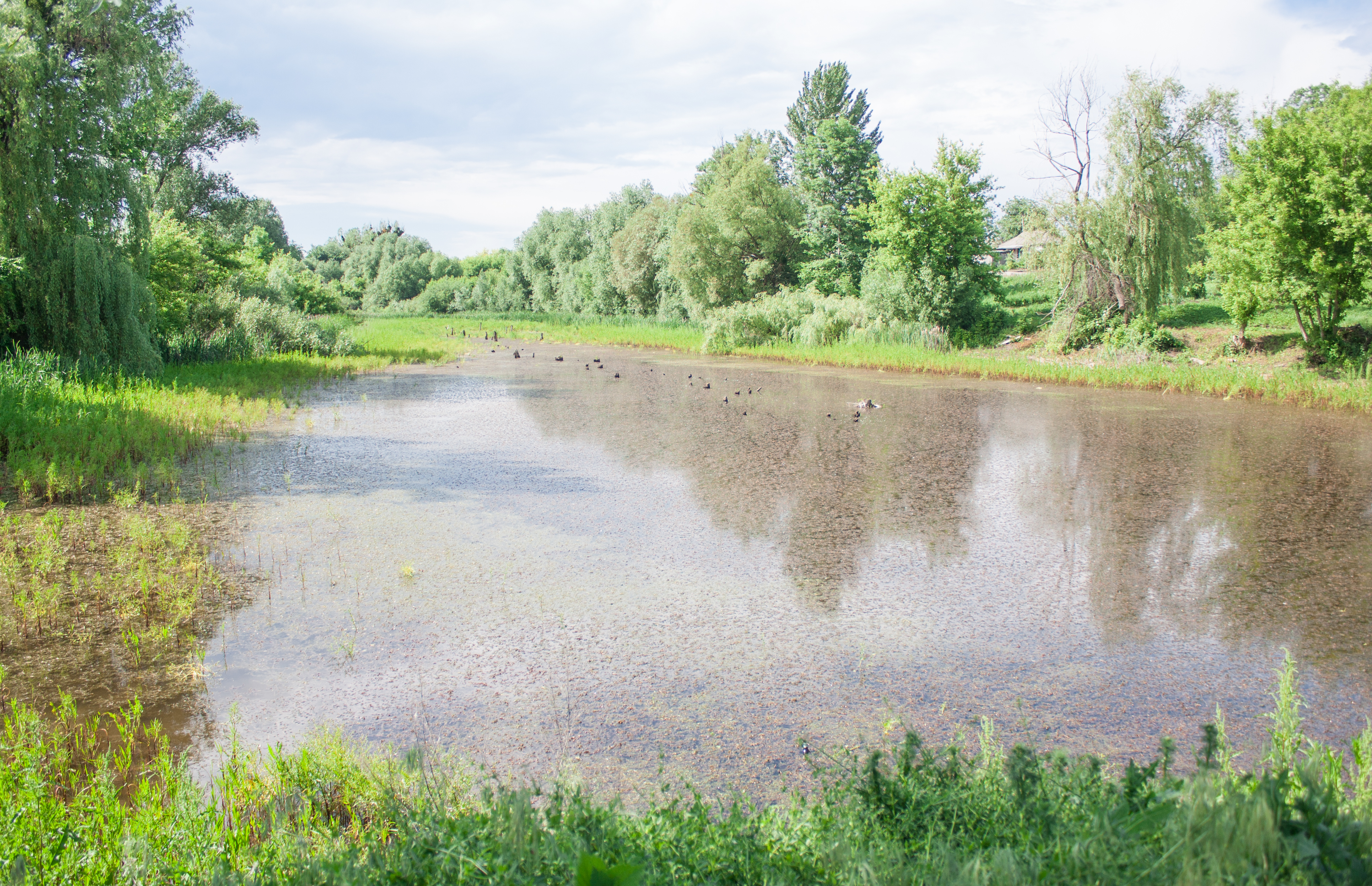
Ставок
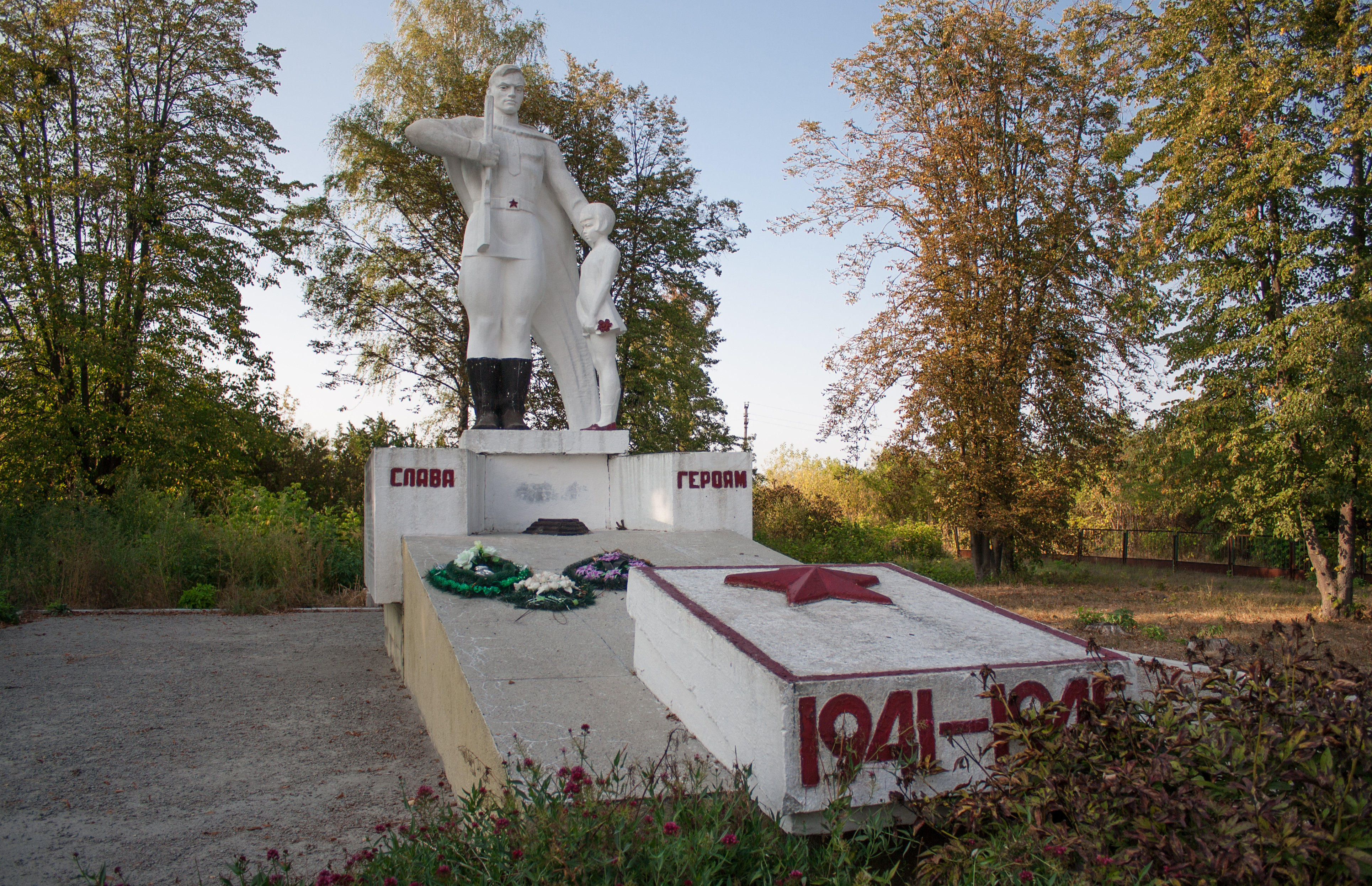
Памятник воинам-односельцам
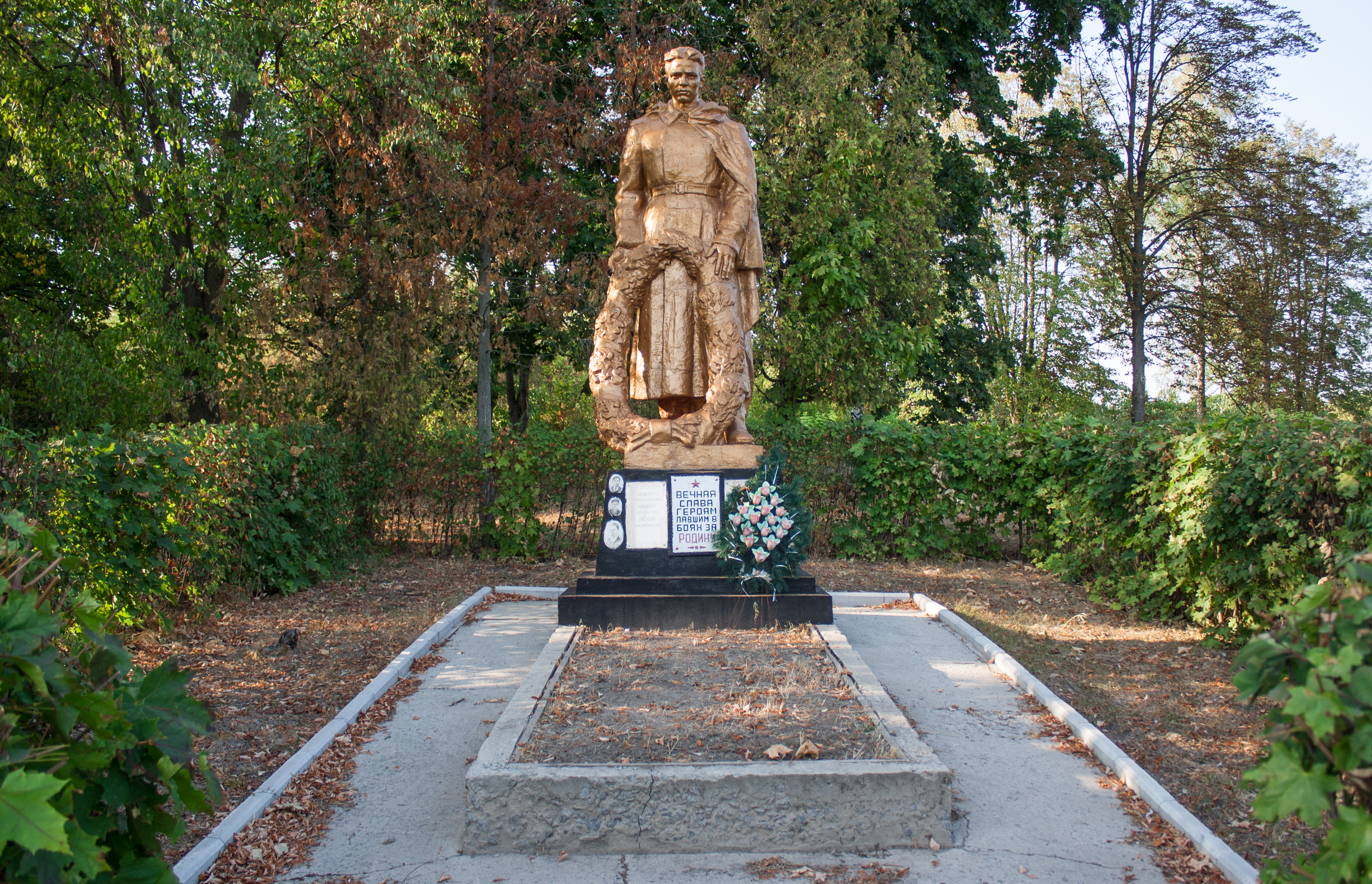
Братская могила советских воинов
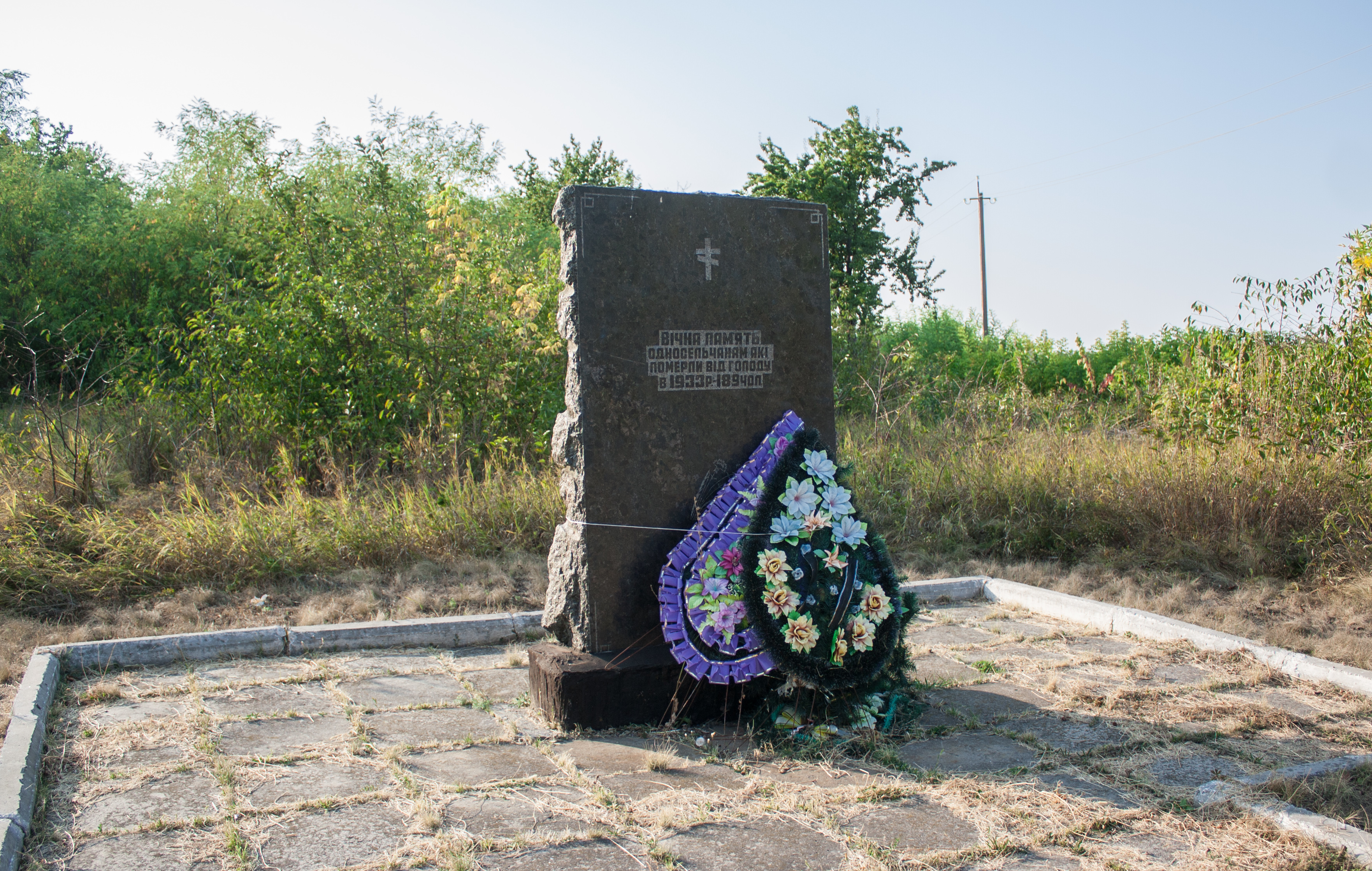
Памятный знак жертвам Голодомора